# Jacques Deluze
Pour les articles homonymes, voir Deluze.
Jacques Deluze, né avant 1666 à Chalais et mort en 1734 à Neuchâtel, est un industriel huguenot français.

## Biographie
Il s'installe en 1688 à Neuchâtel, où il épouse la même année, Marguerite Bourgeois, une fille du pays. Actif de le travail des toiles de coton, il apporte avec lui des recettes hollandaises pour les teindre et les décorer et permet ainsi le développement de cette activité en Suisse.
Son fils, Jean-Jacques Deluze, sera également actif dans ce domaine.

## Sources et références
1. 1 2  Eric-André Klauser, « Deluze [de Luze] » dans le Dictionnaire historique de la Suisse en ligne.
2. ↑  Anne Wanner-Jean Richard, « Le développement de l'indiennage en Suisse », Le Coton et la Mode, 1000 ans d'aventures, Paris,‎ 10 novembre 2000, p. 74-83 (lire en ligne)
3. ↑  Les arts industriels : impression des tissus sur Wikisource